# Oswaldo Cruz (Rio de Janeiro)

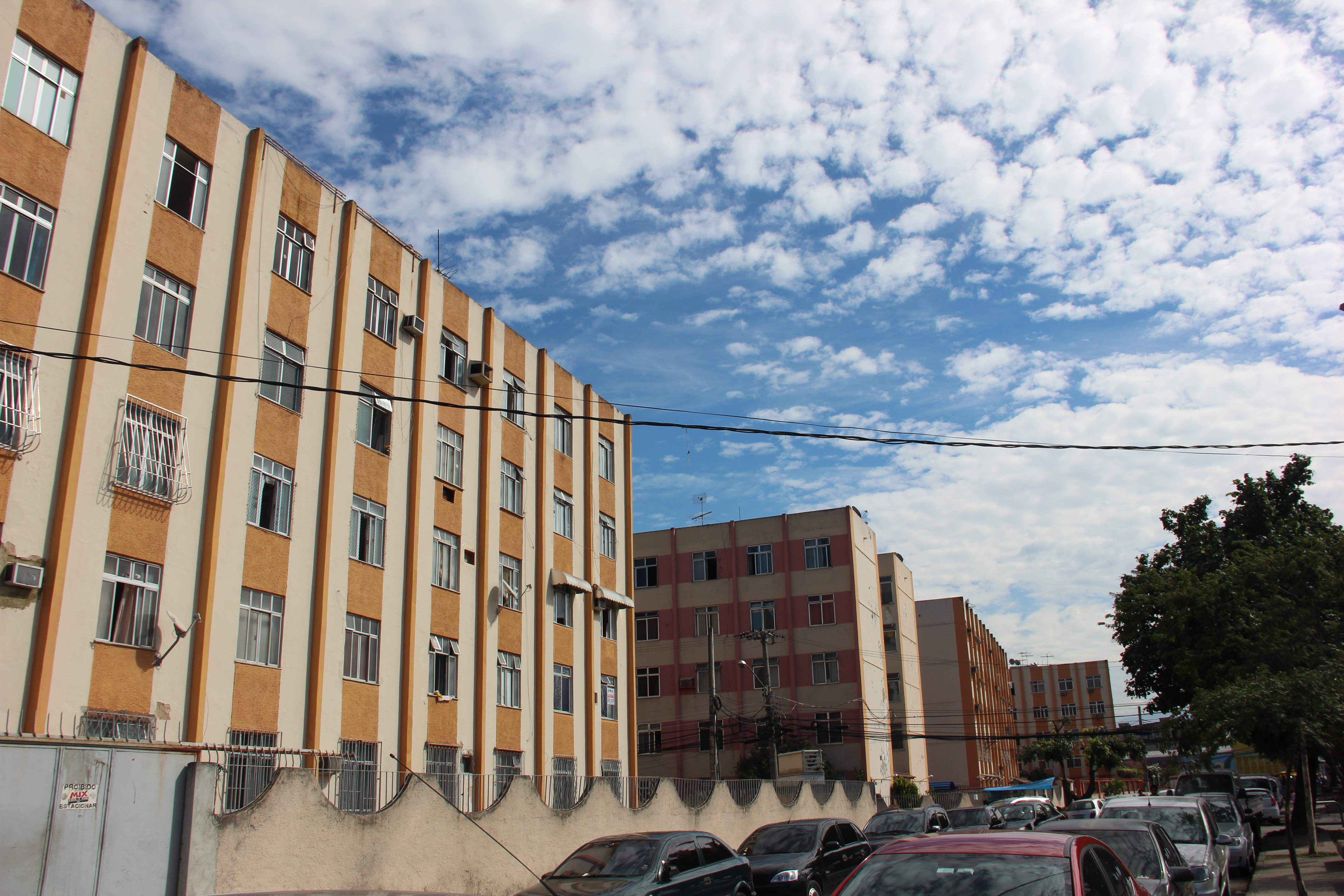
Conjunt Habitacional Oswaldo Cruz (conegut com COHAB) que es troba enfront de l'estació de tren d'Oswaldo Cruz

Oswaldo Cruz és un barri de la Zona Nord del municipi de Rio de Janeiro.
El IDH de la regió, l'any 2000, era de 0,855: el 51 millor del municipi de Rio.
És conegut per ser el bressol de la Portela, la més important campiona del Carnaval carioca. Tallat per la línia fèrria, Oswaldo Cruz és un barri típicament residencial, amb aproximadament 40 mil habitants.
El barri d'Oswaldo Cruz forma part de la regió administrativa de Madureira. Els barris integrants d'aquesta regió administrativa són: Bento Ribeiro, Campinho, Cascadura, Cavalcanti, Engenheiro Leal, Honório Gurgel, Madureira, Marechal Hermes, Oswaldo Cruz, Quintino Bocaiúva, Rocha Miranda, Turiaçu i Vaz Lobo.

## Història
El barri va formar part de la freguesia d'Irajá, creada el 1644. A finals del segle XIX i inicis del segle xx, l'economia de regió, emparada pel treball esclau, entra en crisi i els antics latifundis comencen a ser repartits per la població pobra, en la seva gran part formada per persones marginalitzades per les reformes urbanes realitzades en el centre de la ciutat, en la gestió de Pereira Passos.
En 17 d'abril de 1898, amb la implantació del Ferrocarril Dom Pedro II, després Central do Brasil, és inaugurada l'Estació de tren Rio das Pedras, vuit anys després de l'Estació Madureira, i un any després de l'Estació Dona Clara. A partir d'aquell moment la història del barri es confon amb la de l'estació ferroviària. Després de la mort del metge Oswaldo Cruz, el 1917, aquesta va agafar el seu nom, i amb el temps va acabar sent atribuït també al barri encara naixent.

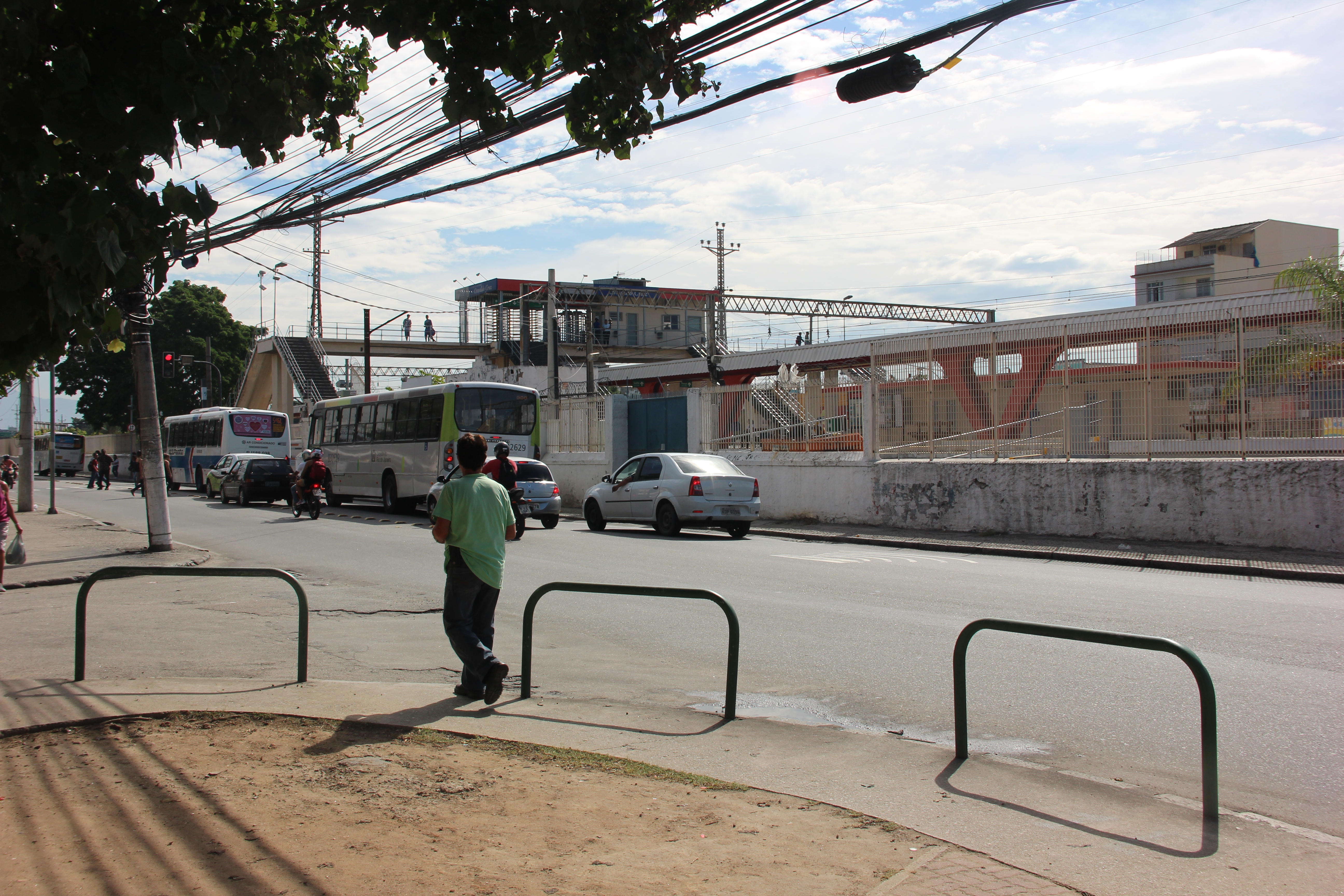
Carrer João Vicente i Estació Oswaldo Cruz al fons.

La tradició del barri està connectada a la samba, a l'Escola de Samba Portela i als seus grans compositors.
En la dècada del 1920, quan es va fundar Portela, el barri ja era conegut com "Oswaldo Cruz".
El 1923, època de la fundació de la famosa escola de samba, Oswaldo Cruz era descrit com "una favela en la plana", encara que aquesta designació, segons Nelson da Nóbrega Fernandes, sigui imprecisa, encara que social i culturalment, el lloc fos idèntic a les altres faveles existents a la ciutat durant el mateix període.
El 1956, Oswaldo Cruz ja era un famós reducte de samba, vocació mantinguda fins avui, amb bars promovent “rodes de samba” i pagodes.
En la dècada del 1970 va sorgir el Conjunt Habitacional Oswaldo Cruz (conegut com COHAB) i el Conjunt Nelson Pereira dos Santos.

## Límits geogràfics
Delimitació del barri Oswaldo Cruz, Codi 088, segon el Decret número 5.280 de 23 d'agost de 1985.
Limita amb els barris de Madureira (est); Bento Ribeiro (oest); Campinho i Vila Valqueire (sud); i Turiaçu i Rocha Miranda (nord).

## Palácio Rio 450
El 2015, l'any que la ciutat de Rio va fer 450 anys, el barri d'Oswaldo Cruz, en la Zona Nord de la Ciutat, va guanyar la tercera seu administrativa de l'Ajuntament de Rio.
Batejat com a Palácio Rio 450, l'edifici va ser inaugurat per l'alcalde Eduardo Paes i pel governador Luiz Fernando Pezão, en una cerimònia que va reunir autoritats i personalitats il·lustres, com els components de les escoles de samba Império Serrano i Portela.